# Eratoneura teres
Eratoneura teres är en insektsart som först beskrevs av Beamer 1931.  Eratoneura teres ingår i släktet Eratoneura och familjen dvärgstritar. Inga underarter finns listade i Catalogue of Life.